# Clypeolum (slak)
Clypeolum is een geslacht van weekdieren uit de klasse van de Gastropoda (slakken).

## Soorten
- Clypeolum latissimum (Broderip, 1833)
- Clypeolum owenianum (W. Wood, 1828)